# Karriss Artingstall
Karriss Artingstall est une boxeuse amateure britannique née le 23 novembre 1994. Elle est médaillée de bronze olympique en poids plumes à Tokyo en 2021.

## Carrière
Aux championnats d'Europe de boxe amateur 2019, elle remporte la médaille d'argent en poids plumes, battue en finale par l'Italienne Irma Testa (0-5). La même année, aux Mondiaux, elle monte sur la troisième marche du podium, battue en demi-finale par la Philippine Nesthy Petecio (4-1).
La catégorie poids plumes fait son apparition aux Jeux olympiques d'été de 2020. Karriss Artingstall se qualifie lors du tournoi de qualification olympique européen. À Tokyo, elle perd en demi-finale face à la Japonaise Sena Irie et remporte la médaille bronze.

## Vie privée
Elle est canonnier dans la Royal Horse Artillery de la British Army.

## Palmarès

### Jeux olympiques
- Médaille de bronze en poids plumes aux Jeux olympiques d'été de 2020 à Tokyo

### Championnats du monde amateur
- Médaille de bronze en poids plumes aux championnats du monde 2019 à Oulan-Oudé

### Championnats d'Europe amateur
- Médaille d'argent en poids plumes aux championnats d'Europe 2019 à Madrid